# Nofret
Nofret war mit hoher Wahrscheinlichkeit die Mutter des altägyptischen Königs Amenemhet I. (regierte etwa 1994 bis 1975 v. Chr.), welcher der erste Herrscher der 12. Dynastie und vermutlich nichtköniglicher Abstammung war. Mit Namen Nofret ist sie von einer Opfertafel bekannt, die sich bei der Pyramide des Herrschers (Amenemhet-I.-Pyramide) in el-Lischt fand. Nofret ist dort vermutlich bestattet worden. Auf dieser Opfertafel trägt sie den Titel „Königsmutter“. Der Titel bezieht sich wohl auf Amenemhet I., da sie neben seiner Pyramide bestattet wurde. In der Prophezeiung des Neferti wird behauptet, dass die Mutter von Amenemhet I. aus dem Süden stamme, womit wahrscheinlich Nofret gemeint ist, obwohl sie namentlich nicht genannt wird. Als Ahnherr der 12. Dynastie erscheint in späteren Quellen ein gewisser „Gottesvater“ Sesostris, der demnach wahrscheinlich der Gemahl der Nofret und Vater von Amenemhet I. war.
Nach Nofret, der Mutter des Amenemhet I., wurde ein Krater auf dem Planeten Venus benannt.